# Prva stambena štedionica
Prva stambena štedionica (PSŠ) bila je vodeća stambena štedionica na hrvatskom tržištu po tržišnim udjelima u stambenoj štednji i kreditima te dugogodišnjim uspješnim poslovnim rezultatima.

Kreditna je institucija koja prikuplja depozite od fizičkih i pravnih osoba radi rješavanja stambenih potreba štediša odobravanjem stambenih kredita uz financijsku potporu države na području Republike Hrvatske.  
Prva stambena štedionica članica je Hrvatske udruge banaka, Hrvatskog savjeta za zelenu gradnju, EFBS-a (European Federation of Building Societies) te IUHF-a (International Union for Housing Finance).
Stambenu štednju u Prvoj stambenoj štedionici potiče država uz državna poticajna sredstva (skraćeno DPS) koja se odobravaju iz državnog proračuna Republike Hrvatske. Visina i osnovica državnih poticajnih sredstava određena je Zakonom o stambenoj štednji i državnom poticanju stambene štednje.
Prva stambena štedionica je dioničko društvo u vlasništvu Zagrebačke banke koja je članica Grupe UniCredit. Tijekom 15 godina poslovanja u PSŠ-u je sklopljeno više od pola milijuna ugovora o štednji i odobreno dvije milijarde kuna kredita za različite stambene namjene.
Ponuda uključuje mogućnost štednje uz fiksnu kamatnu stopu na različite rokove, osiguranje od nezgode te kredite uz fiksnu kamatnu stopu za sve stambene namjene (kupnju kuće, stana ili građevinske čestice, adaptaciju, rekonstrukciju, popravke, opremanje...). 
Prva je građanima ponudila Zelene stambene kredite namijenjene poboljšanju energetske učinkovitosti stambenog prostora.  
Glavni su kanal prodaje proizvoda Prve stambene štedionice poslovnice Zagrebačke banke.

## Povijest
Početkom 1990-ih godina, nakon osamostaljenja Republike Hrvatske, dolazi do naglog razvoja društva u novom, demokratskom okruženju te snažne ekspanzije građevinskog sektora i velike potražnje za novim stanovima. Također, kod građana se podiže svijest o tome da se sami trebaju brinuti o rješavanju stambenih pitanja i održavanju stambenog fonda. 
Po uzoru na zapadnoeuropske i neke tranzicijske zemlje, u Hrvatskoj je 1998. godine usvojen Zakon o stambenoj štednji i državnom poticanju stambene štednje koji je omogućio osnivanje stambenih štedionica kao specijaliziranih kreditnih institucija. Zagrebačka banka, vodeća banka u Hrvatskoj, prva osniva stambenu štedionicu simboličnog naziva – Prva stambena štedionica. 

## Vanjske poveznice
- Službena web-stranica  Arhivirana inačica izvorne stranice od 25. prosinca 2019. (Wayback Machine)